# Ferrari 312 T
Chronologie des modèles (1975 - 1976)
Ferrari 312 B3 Ferrari 312 T2
La Ferrari 312 T est une monoplace de Formule 1 engagée par la Scuderia Ferrari dans le cadre du  en Championnat du monde 1975. Elle est pilotée par Niki Lauda et Clay Regazzoni qui effectuent leurs deuxième et cinquième saisons pour l'écurie. La 312 T participe également aux trois premiers Grands Prix de la saison 1976 avant d'être remplacée par la Ferrari 312 T2.

## Caractéristiques et performances
Après plus de dix ans sans titre pilote ou constructeur et une nouvelle désillusion en 1974 où Regazzoni termine deuxiėme à trois points de Fittipaldi, Ferrari lance un nouveau modèle de Formule 1, la 312 T. Sa conception est confiée à Mauro Forghieri, déjà à l'œuvre sur les précédentes monoplaces. Si elle conserve un châssis mixte en panneaux en aluminium et structure en tubes d'acier, elle dispose d'une nouvelle boîte de vitesses transversale, à cinq rapports, qui permet une meilleure répartition des masses. Grâce à l'implication de Lauda lors de sa conception, la monoplace se révèle très fiable : en trente engagements, elle ne subit que quatre abandons sur problèmes mécaniques.
Ferrari renoue avec les titres de champion du monde des constructeurs et des pilotes (Niki Lauda) en 1975. En 1976, la 312 T est remplacée par la 312 T2 afin de respecter les changements de réglementation technique interdisant les boîtes à air. En conformité avec ces nouvelles règles, Ferrari aligne la 312 T pour les trois premiers Grands Prix de la saison, remportés par Lauda au Brésil et en Afrique du Sud et par Regazzoni aux États-Unis.
Grâce à la 312 T, la Scuderia Ferrari et Niki Lauda remportent les titres de champion du monde des constructeurs et des pilotes en 1975. Au total, ce châssis gagne neuf Grands Prix : sept  avec Niki Lauda (Monaco, Belgique, Suède, France, États-Unis en 1975 et Brésil et Afrique du Sud en 1976) et deux avec Clay Regazzoni (Italie en 1975 et États-Unis en 1976). En quinze courses de championnat, ses pilotes réalisent dix pole positions et six meilleurs tours. Hors championnat du monde, la 312 T a en outre remporté le BRDC International Trophy avec Lauda et le Grand Prix de Suisse avec Regazzoni lors de la saison 1975.

## Résultats détaillés en championnat du monde

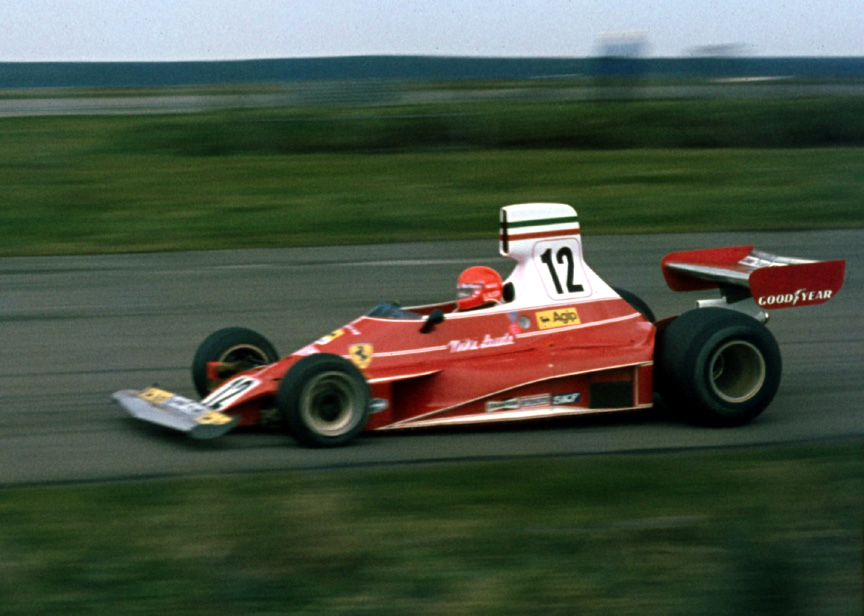
Niki Lauda sur la Ferrari 312 T lors du Grand Prix de Grande-Bretagne 1975

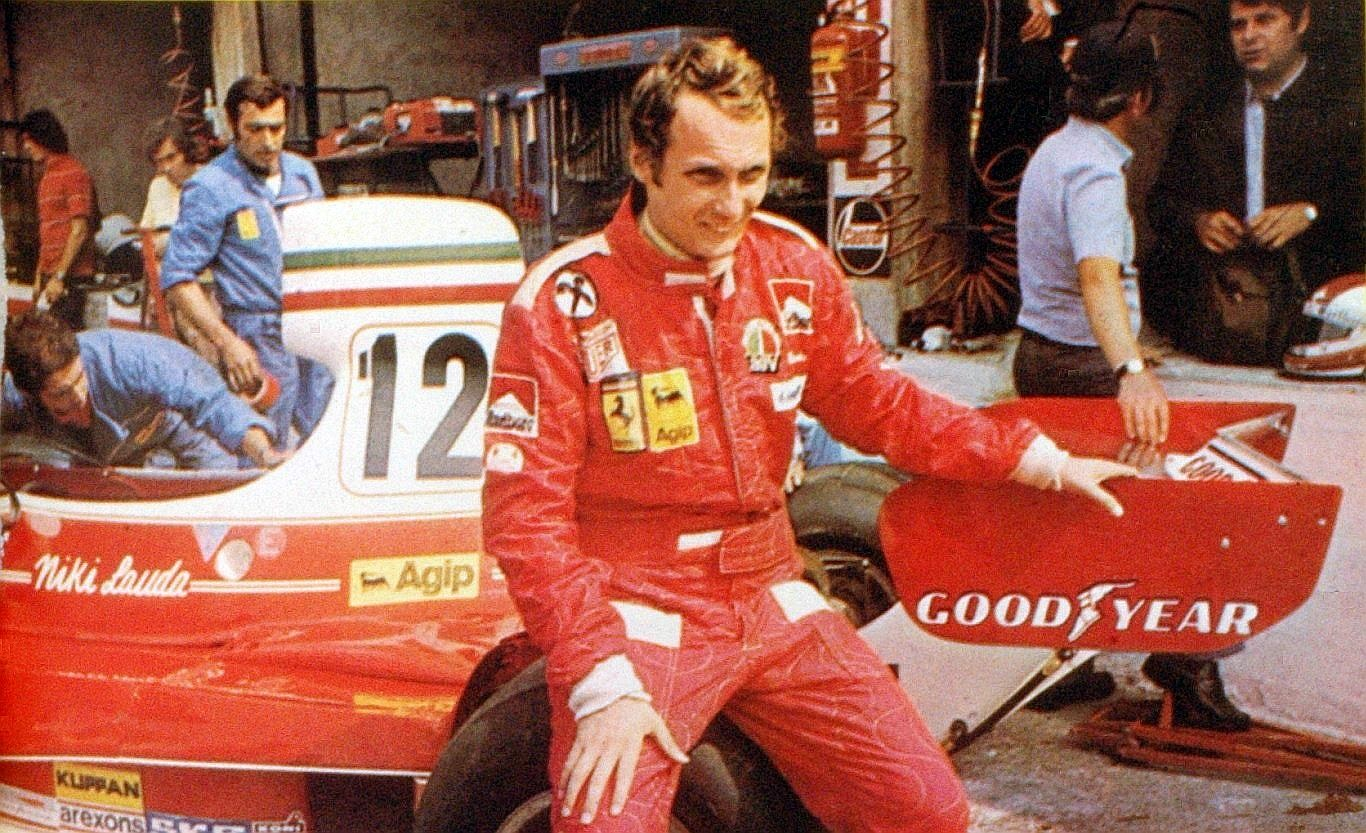
Niki Lauda en septembre 1975 (GP d'Italie)

| Saison | Écurie                     | Moteur          | Pneus    | Pilotes        | Courses | Courses | Courses | Courses | Courses | Courses | Courses | Courses | Courses | Courses | Courses | Courses | Courses | Courses | Courses | Courses | Points inscrits | Classement |
| Saison | Écurie                     | Moteur          | Pneus    | Pilotes        | 1       | 2       | 3       | 4       | 5       | 6       | 7       | 8       | 9       | 10      | 11      | 12      | 13      | 14      | 15      | 16      | Points inscrits | Classement |
| ------ | -------------------------- | --------------- | -------- | -------------- | ------- | ------- | ------- | ------- | ------- | ------- | ------- | ------- | ------- | ------- | ------- | ------- | ------- | ------- | ------- | ------- | --------------- | ---------- |
| 1975   | Scuderia Ferrari SpA SEFAC | Ferrari 015 V12 | Goodyear |                | ARG     | BRÉ     | AFS     | ESP     | MON     | BEL     | SUÈ     | P-B     | FRA     | GBR     | ALL     | AUT     | ITA     | USA     |         |         | 72,5            | Champion   |
| 1975   | Scuderia Ferrari SpA SEFAC | Ferrari 015 V12 | Goodyear | Clay Regazzoni |         |         | 16e*    | Nc      | Abd     | 5e      | 3e      | 3e      | Abd     | 13e     | Abd     | 7e      | 1er     | Abd     |         |         | 72,5            | Champion   |
| 1975   | Scuderia Ferrari SpA SEFAC | Ferrari 015 V12 | Goodyear | Niki Lauda     |         |         | 5e      | Abd     | 1er     | 1er     | 1er     | 2e      | 1er     | 8e      | 3e      | 6e      | 3e      | 1re     |         |         | 72,5            | Champion   |
| 1976   | Scuderia Ferrari SpA SEFAC | Ferrari 015 V12 | Goodyear |                | BRÉ     | AFS     | USO     | ESP     | BEL     | MON     | SUÈ     | FRA     | GBR     | ALL     | AUT     | P-B     | ITA     | CAN     | USE     | JAP     | 82**            | Champion   |
| 1976   | Scuderia Ferrari SpA SEFAC | Ferrari 015 V12 | Goodyear | Niki Lauda     | 1er     | 1er     | 2e      |         |         |         |         |         |         |         |         |         |         |         |         |         | 82**            | Champion   |
| 1976   | Scuderia Ferrari SpA SEFAC | Ferrari 015 V12 | Goodyear | Clay Regazzoni | 7e      | Abd     | 1er     |         |         |         |         |         |         |         |         |         |         |         |         |         | 82**            | Champion   |

Légende : ici 
- * Le pilote n'a pas terminé la course mais est classé pour avoir parcouru plus de 90 % de la distance de course.
- ** 55 points marqués avec la Ferrari 312 T2.